# Pyar Ke Naam Qurbaan
Pour plus de détails, voir Fiche technique et Distribution.
Pyar Ke Naam Qurbaan, littéralement en français : Sacrifice au nom de l'amour, est un film d'action romantique du cinéma indien, en hindi, de 1989, réalisé par Babbar Subhash (en). Il met en vedette Dimple Kapadia, Mithun Chakraborty, Mandakini (en) et Danny Denzongpa. Le film est un succès au box-office. 

## Fiche technique
Sauf indication contraire, les informations mentionnées dans cette section peuvent être confirmées par la base de données cinématographiques IMDb,  présente dans la section « Liens externes ».
- Titre : Pyar Ke Naam Qurbaan
- Réalisation : Babbar Subhash (en)
- Langue : Hindi
- Genre : Film d'action - Romance
- Durée : 134 minutes (2 h 14)
- Dates de sorties en salles :
  -  Inde : 5 janvier 1990